# Rutgers Egyetem
A Rutgers Egyetem (angolul Rutgers University) amerikai állami egyetem központja a New Jersey állambeli New Brunswick városában található.  Campusai vannak még Newarkban és Camdenben. Tagja a legjobb egyetemeket magába foglaló Association of American Universitiesnek.
1766. november 10-én alapították, így ez az USA nyolcadik legrégebb óta működő felsőoktatási intézménye.
Eredetileg csak Queen’s College-nek hívták III. György brit király felesége tiszteletére, később nevezték el Rutgers College-nak (1825) Henry Rutgers hadnagyról, aki az intézmény támogatója volt.
5 Nobel-díjas dolgozott vagy végzett az egyetemen.

## Tagság
Az egyetem az alábbi szervezeteknek a tagja:
- Oak Ridge Associated Universities
- ORCID
- Kutatókönyvtárak Szövetsége
- Consortium of Social Science Associations
- arXiv
- Amerikai Oktatási Tanács
- Nemzeti Bölcsészettudományi Szövetség
- Információhálózati Koalíció
- Association of Public and Land-grant Universities
- Kutatókönyvtárak Központja
- Scholarly Publishing and Academic Resources Coalition

## Fiókszervezetek
Az egyetem alá az alábbi szervezetek tartoznak:
- Dean and Betty Gallo Prostate Cancer Center, Rutgers Cancer Institute of New Jersey
- Institute on Ethnicity, Culture, and the Modern Experience, Rutgers University
- DIMACS
- New Jersey Space Grant Consortium
- Rutgers School of Criminal Justice

## Ingatlanok és szervezetek
Az egyetem alá az alábbi ingatlanoknak és szervezeteknek a tulajdonosa:
- SHI Stadium
- Bainton Field
- Yurcak Field
- One Washington Park
- Rutgers Stadium
- WRSU-FM

## Magyar vonatkozások
- Itt végzett Milton Friedman.
- 1988 óta az egyetem matematikai tanszékének tanára Komlós János (1942) matematikus, az MTA tagja.
- 1990 óta az egyetem számítógép-tudományi tanszékének egyetemi tanára Szemerédi Endre (1940) Abel- és Széchenyi-díjas matematikus, az MTA rendes tagja
- Vásárhelyi A. Miklós egyetemi tanár, a számviteli információs rendszerek nemzetközileg elismert kutatóprofesszora, 1990 óta vezeti a Rutgers Számviteli Kutatási Központot (Rutgers Accounting Research Center), 2003 óta a Continuous Auditing & Reporting Lab (CAR Lab) igazgatása is hozzá tartozik. 2005-ben munkásságának elismeréseként a Magyar Köztársasági érdemrend tisztikeresztje kitüntetésben részesült.[1]
- Böröcz József magyar szociológus 1995 óta a Rutgers Egyetem Szociológia Tanszékének professzora. 1995 és 2007 között ő volt a Rutgers Magyar Intézet igazgatója is.
- Itt dolgozott egy időben Peter Hammer temesvári születésű magyar anyanyelvű zsidó matematikus.